# 鎮流器

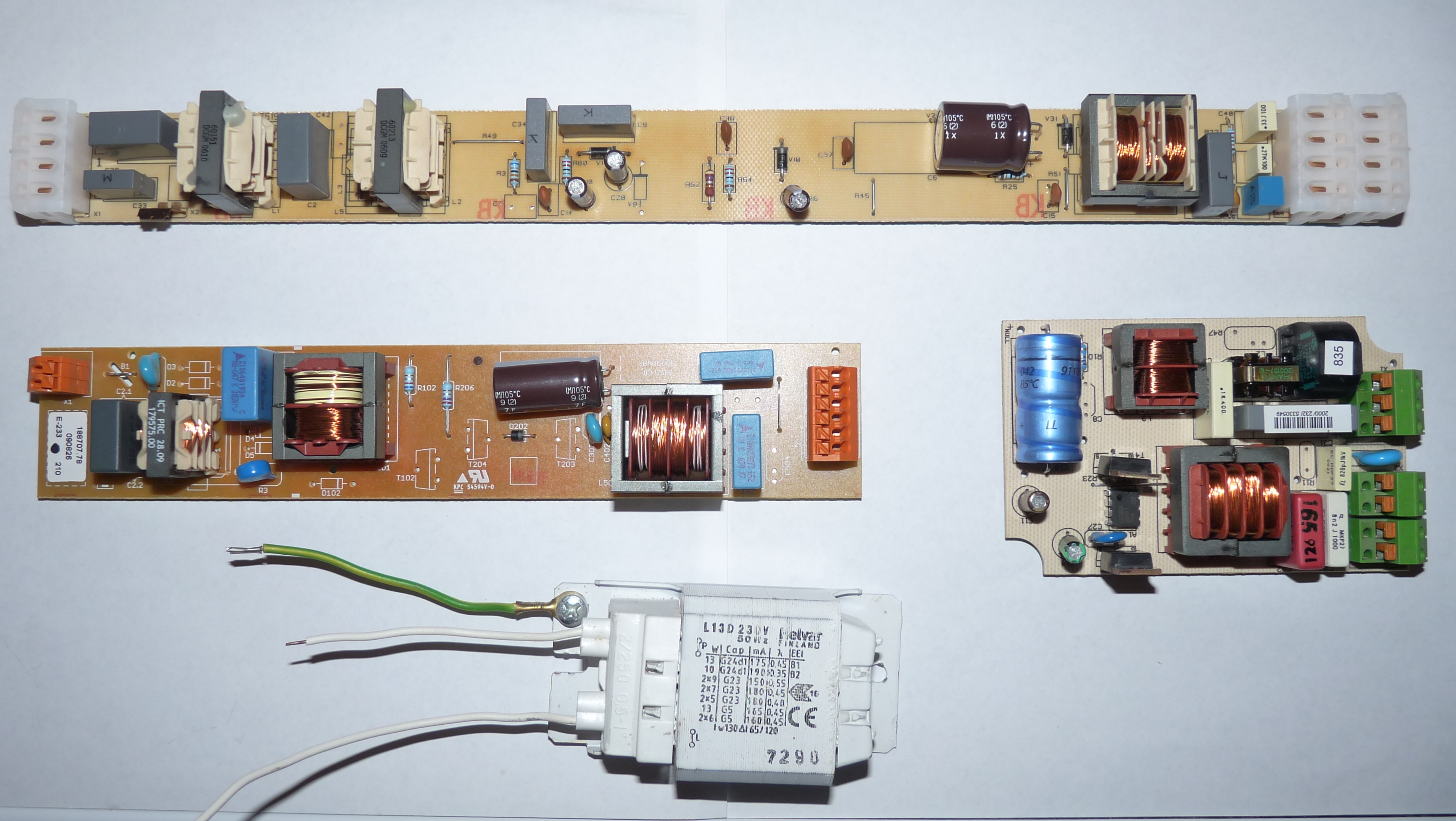

安定器，是指為了克服氣體放電型電光源的負阻特性，使之能夠正常工作而加入的配套使用的電器設備。傳統的镇流器一般是一個由漆包線和由矽鋼片組成的鐵芯繞製而成的電感，並且常常還需要與一個啟動器配套使用。傳統電感式镇流器的一些缺點使它正在被日益發展成熟的電子安定器（Electronic Ballast）所取代。

## 為什麼需要镇流器
氣體放電型電光源包括螢光燈、金屬鹵化燈、高壓鈉燈及高壓水銀燈等等。它們都是通過高壓或低壓氣體的放電來發光的。由於發光效率高，因此是目前應用最為廣泛的電光源。
但是氣體放電型電光源由於其放電機制，使其在正常工作區往往具有負電阻特性：即隨著電流的增加，電壓反而減小；反之亦然。因此如果將氣體放電燈直接接到電壓源，將會因電流迅速增大到超過極限而燒燬，因此必須使用安定器串聯在電路中對其電流進行限制。

## 电感式镇流器
又称電感安定器，是指採用傳統鋼片線圈組成而驅動電光源，使之產生所需照明的電子設備。

### 優點
- 几乎无寿命问题。
- 由傳統鋼片線圈組成不易損壞。

### 缺點
- 無法調整光線輸出。
- 低工作頻率，視力敏感的人會感到燈光嚴重閃爍。
- 換裝工時長，安全性低。
- 功率因數较低。
- 需加启辉器（其价格低廉），起動閃爍。
- 使用時可能有微小噪音。

## 電子式镇流器

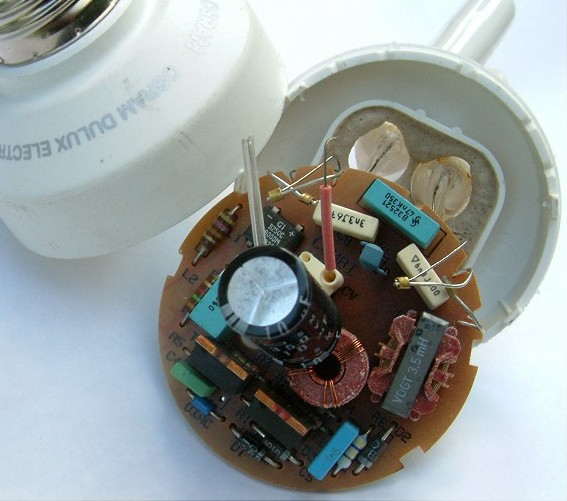
节能灯的電子鎮流器

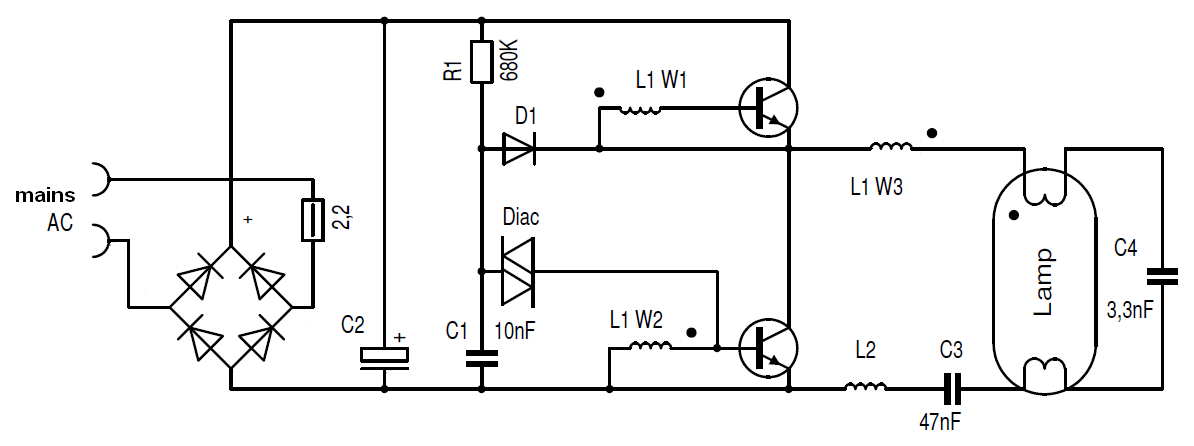
電子式安定器電路圖

又称電子安定器（Electronic ballast），是指採用電子技術驅動電光源，使之產生所需照明的電子設備。现代日光灯越来越多的使用电子镇流器，轻便小巧，甚至可以将电子镇流器与灯管等集成在一起，同时，电子镇流器通常可以兼具啟動器功能，故此又可省去单独的啟動器。
电子镇流器还可以具有更多功能，比如可以通过提高电流频率或者电流波形（如变成方波）改善或消除日光灯的闪烁现象；也可通过电源逆变过程使得日光灯可以使用直流电源。
電子式镇流器的功率因数高，通常25W以上的荧光灯，其功率因数高于0.95；25W以下的荧光灯，其功率因数于0.7～0.8。耗能低，發熱量小可減少电路負荷及耗電。噪音低，高品质电子镇流器噪音可达35db以下，人感觉不到。预热灯管后一次起点成功，避免了多次起点，延长灯管寿命。瞬間起動不致閃爍，免用启辉器。发光更稳定，有利于提高视觉分辨率，提高功效，降低连续作业的视觉疲劳，有利于保护视力。在电源、电压偏差很大时，仍能保持光源恒定功率，稳定光照度，有利于节能。
需要注意的是，只有设计优良的电子镇流器才能发挥以上各种优点。虽然都是电子镇流器，用于金卤灯的电子镇流器要比用于荧光灯的复杂很多，或者说几乎完全不一样。如果设计或制造工艺不到位，一个非常小的疏漏，都会造成故障。設計及用料不佳的电子镇流器壽命反而比傳統镇流器差。

### 種類
一般市面電子镇流器分有多種：
- 瞬時啟動無預熱型電子镇流器：

瞬時啟動無預熱型電子镇流器，點燈時燈管瞬時啟動，但因燈管端的燈絲承受突來的啟動大電壓，不用多久燈管燈絲極容易斷掉，燈管壽命較短。據測試，以25秒熄35秒亮，點滅次數約只達2000次～3000次。
- 預熱型啟動電子镇流器：

預熱型啟動電子镇流器，電路設計緩時啟動，點燈時燈管約1-2秒時才亮起，燈管端燈絲只承受慢慢升壓的啟動電壓，燈管燈絲不容易斷掉，燈管較耐久。據測試，以25秒熄35秒亮，點滅次數可高達15000次以上。
- 高效率電子镇流器：

一般電子式的都統稱為高效率，因電子式為高頻，功率因数比傳統式更好。

## 选购
- 用料差的電感安定器发热量大，耗电大。而用料差的電子安定器使荧光管寿命大减（容易使用户以为单是荧光管品质问题），买低端对用户来说反也是不划算的，而且多废弃荧光管增加环境污染。

- 对于不熟悉电子产品的用户電感安定器选购最简单（但不准确）的方法就是感觉重量。電子安定器也可用此方法，但其重量差别较電感安定器小，建议電子安定器同时看品牌选购。